# Selección femenina de balonmano de Ucrania
La selección femenina de balonmano de Ucrania es la selección de féminas de Ucrania, que representan a su país en las competencias internacionales de balonmano por selecciones.

## Historial

### Juegos Olímpicos
- 1992 - No participó
- 1996 - No participó
- 2000 - No participó
- 2004 -  Medalla de bronce
- 2008 - No participó
- 2012 - No participó
- 2016 - No participó
- 2020 - No participó

### Campeonatos del Mundo
- 1995 - 9.ª plaza
- 1997 - No participó
- 1999 - 13.ª plaza
- 2001 - 18.ª plaza
- 2003 - 4.ª plaza
- 2005 - 10.ª plaza
- 2007 - 13.ª plaza
- 2009 - 17.ª plaza
- 2011 - No participó
- 2013 - No participó
- 2015 - No participó
- 2017 - No participó
- 2019 - No participó
- 2021 - No participó

### Campeonatos de Europa
- 1994 - 11.ª plaza
- 1996 - 9.ª plaza
- 1998 - 7.ª plaza
- 2000 -  Medalla de plata
- 2002 - 12.ª plaza
- 2004 - 6.ª plaza
- 2006 - 13.ª plaza
- 2008 - 10.ª plaza
- 2010 - 12.ª plaza
- 2012 - 14.ª plaza
- 2014 - 16.ª plaza
- 2016 - No participó
- 2018 - No participó
- 2020 - No participó